# Pentodon idiota
Pentodon idiota es una especie de coleóptero de la familia Scarabaeidae.
Habita en el Paleártico: Europa, la mitad occidental de Asia y el norte de África.